# Йожко Шавлі
Йожко Шавлі (словен. Jožko Šavli; 22 березня 1943, Толмин — 11 березня 2011, Горіція) — викладач у Гориції (Італія), дослідник походження словенського народу, словенської мови та словенської міфології, венетолог. Професор економіки, історик фрилансер.

## Життєпис
Народився він у місті Толмині тоді, коли це місто було під Королівством Італії, а нині це Словенія.
- У 1967 р. він здобув академічний ступінь у галузі управління бізнесом у Люблянському університеті[2].
- Потім продовжив навчання у Віденській вищій школі міжнародної торгівлі (нім. Hochschule für Welthandel), де в 1975 р. він здобув ступінь доктора соціальних та економічних наук, захистивши дисертацію на тему економічної структури та регіонального економічного розвитку в районі Хорн у Нижній Австрії[2].
- З 1978 р. викладав словенською мовою у технікумі в Горіції (Італія) банківську справу та бухгалтерський облік у комерційній академії[2].

Йожко став відомим у Словенії в середині 1980-х років, коли він разом з поетом Матей Бором висунув теорію про венетів, надрукувавши в видавництві «Глас Коротан» (словен. Glas Korotan). Відповідно до теорії, словенці були автохтонами, як і всі слов'яни, які оселилися в Альпах в VI столітті, але вони були нащадками праслов'янських людей відомих як венети. Теорія набула широкої популярності в Словенії, а також викликала певний інтерес за кордоном. Історик Йожко став творцем словенської історії, запропонувавши свіжу альтернативну історію, що є переконливою. Він дав новий сенс працям словенських етнологів і натхнення колекціонерам. Повне значення роботи і досягнень доктора наук Йожко Шавлі в повній мірі оцінюватиме й визнає нова генерація.
Уже на початку 1980-х років Йожко почав публікувати статті та есе, які розглядали, зокрема, середньовічну слов'янську державу Карантанію. У своїх книгах підкреслив політичну й культурну спадкоємність між прото-словенською державою «Карантанія» і подальшим Каринтійським герцогством. Він ствердив, що виявив «Чорну пантеру», як герб або символ Карантанії. Ця «карантанська пантера» відома у геральдиці: Згадана в XII столітті як герб та символ печатки Штирійського герцогства, а потім як герб герцогської родини Отокара I, став знаком князівства й федеральної австрійської землі Штирії, що є нині.
Але на це відкриття в академічних колах істориків знайшлися опоненти. Результат його роботи запропонував нову перспективу для дослідження, привів до нових відкриттів щодо минувшини Словенії, у таких темах, як словенська геральдика, словенські святі, словенська шляхта, інтронізації словенських князів, словенська міфологія тощо.
Йожко жив та працював у Горіції, де він помер у березні 2011 року.

## Праці
словенською
- Jožko Šavli, Veneti: naši davni predniki («Венети: Наші стародавні предки», 1985 р., разом з Matej Bor, Ivan Tomažič), Glas Korotana, 1985, 10, 5-50. (словен.)
- Jožko Šavli, Vojvodski stol, Glas Korotana, 1987, 12, 7-89.
- Jožko Šavli, Slovenska država Karantanija («Словенська держава Карантанія»), Založba Lipa, Koper (Capodistria). Editiones Veneti, Wien; Karantanija, Ljubljana 1990. (словен.)
- Jožko Šavli, Slovenska država Karantanija, Ljubljana 1990, ISBN 86-7089-001-1 (словен.)
- Jožko Šavli, Slovenska znamenja («Словенські символи»), Založba (Verlag) Humar, Gorizia / Bilje 1994. (словен.)
- Jožko Šavli, Slovenija: podoba evropskega naroda («Словенія: образ європейської нації», 1995 р.) (словен.)
- Jožko Šavli, Etruščani in Veneti («Етруски і Венеди», 1995 р., разом з Іваном Томажичем) (словен.)
- Jožko Šavli, Slovenski svetniki («Словенські святі», 1999) (словен.)
- Jožko Šavli, Zlati cvet, Bajeslovje Slovencev. (словен.)
- Jožko Šavli, Zlata ptica, 2010. (словен.)
- Jožko Šavli, Karantanija, Nova Gorica 2007. (словен.)
- Jožko Šavli, Karantanski klobuk najpristnejši slovenski simbol, Glas Korotana (Stimme des Korotan), 1981, 7, 7-37. (словен.)
- Jožko Šavli, Črni panter — najstarejši karantanski grb, Glas Korotana, 1981, 7, 38-68. (словен.)
- Jožko Šavli, Lipa drevo življenja, Glas Korotana, 1982, 8, 5-50. (словен.)
- Jožko Šavli, Knežji kamen in njegova simbolika, Glas Korotana, 1986, 11, 4-51. (словен.)

іншомовні
- Йожко Шавли, «Венеты: наши давние предки», изд. Общество содействия развитию связей между Словенией и Россией «Д-р Франце Прешерн», г. Москва, 2002 г. — 162 с. ISBN 5-88879-021-4 (рос.)

- Veneti: First Builders of European Community, 1996 (Венети — перші будівельники Європейського співтовариства). (англ.)
- Slovenia: Discovering a European Nation, 2003 (Словенія — відкриття європейської нації). (англ.)
- Golden Flower, Mythology of Slovenian People. (англ.)
- Golden Bird, 2010. (англ.)

- Jožko Šavli, Matej Bor, Unsere Vorfahren — die Veneter. Hrsg. von Ivan Tomažič. Wien 1988, ISBN 3-85013-110-6 (нім.)
- Jožko Šavli, Das Mitteleuropa als ein gemeinsames Erbe der Vorgeschichte in geistiger und kultureller Bedeutung. Carantha History of Slovenia Carantania.
- Jožko Šavli, Karantanien, ein Vorgänger Mitteleuropas Historia magistra est vitae.